# Landgericht Gerolzhofen
Das Landgericht Gerolzhofen war ein von 1804 bis 1879 bestehendes bayerisches Landgericht älterer Ordnung mit Sitz in Gerolzhofen im heutigen Landkreis Schweinfurt. Die Landgerichte waren im Königreich Bayern Gerichts- und Verwaltungsbehörden, die 1862 in administrativer Hinsicht von den Bezirksämtern und 1879 in juristischer Hinsicht von den Amtsgerichten abgelöst wurden.

## Geschichte
Gerolzhofen war bereits seit 1492 der Sitz eines fürstbischöfliche Amtmanns. Nach der Säkularisation wurde 1804 im Verlauf der Verwaltungsneugliederung Bayerns das Landgericht Gerolzhofen errichtet. 1806 bis 1814 war es dann ein Landgericht im Großherzogtum Würzburg. Dieses kam im Jahr 1817 zum neu gegründeten Untermainkreis, dem Vorläufer des späteren Regierungsbezirks Unterfranken. Das Bezirksamt Gerolzhofen wurde im Jahr 1862 durch den Zusammenschluss der Landgerichte älterer Ordnung Gerolzhofen und Wiesentheid gebildet. Dieses wurde 1872 um einige Gemeinden des aufgelösten Bezirksamts Volkach vergrößert. Mit Einführung des Gerichtsverfassungsgesetzes am 1. Oktober 1879 wurde in Gerolzhofen ein Amtsgericht errichtet, dessen Sprengel aus dem Landgerichtsbezirk gebildet wurde.